# Канвейлер, Даниель Анри
Даниель Анри Канвейлер (также Канвайлер, фр. Daniel-Henry Kahnweiler; 25 июня 1884, Мангейм — 11 января 1979, Париж) — французский галерист еврейского  происхождения, историк искусства и писатель. Приобрёл известность благодаря длительному сотрудничеству с Пабло Пикассо. Автор искусствоведческой работы «Путь к кубизму» (1920).

## Биография
Родом из буржуазной семьи, вырос в Штутгарте, в Германии. Канвейлер учился банковскому делу, но посвятил себя искусству. В 1907 году Канвейлер открыл в Париже художественную галерею и заключил эксклюзивные договоры со многими художниками — Андре Дереном, Жоржем Браком и Морисом де Вламинком. Первый договор с Пикассо был заключён в 1911 году. В 1910 году Пикассо написал кубистский портрет Канвейлера. Через галерею Канвейлера в Россию попало множество работ Пикассо, которые скупал у него С.И. Щукин, благодаря  чему Щукину удалось собрать самую большую в мире коллекцию работ Пикассо (пятьдесят одна), в том числе 34 картины кубистического периода .
На момент начала Первой мировой войны Канвейлер оказался за пределами Франции, а его немецкое гражданство исключило возможность вернуться в страну. Галерея Канвейлера была конфискована и закрыта, картины были распроданы после войны на аукционах гораздо ниже их стоимости. Канвейлеру удалось вернуться в Париж только в феврале 1920 года. В сентябре 1920 вместе с Андре Симоном Канвейлер открыл галерею Симона и сотрудничал с сюрреалистами — Андре Массоном, Паулем Клее и Арно Брекером.
В 1937 году Канвейлер получил французское гражданство, но был вынужден скрываться от режима Виши из-за своего еврейского происхождения. С 1939 года галереей руководила сестра жены Канвейлера, Луиза Лейрис, супруга писателя Мишеля Лейриса. Жена Канвейлера Люси скончалась 14 мая 1945 года, вскоре после их возвращения из окрестностей Лиможа. В 1957 году Канвейлер вместе с Луизой Лейрис открыл галерею выставкой работ Пикассо.